# Ліпінка (Любуське воєводство)
Ліпінка (пол. Lipinka) — село в Польщі, у гміні Добеґнев Стшелецько-Дрезденецького повіту Любуського воєводства.
Населення — 33 особи (2011).
У 1975-1998 роках село належало до Гожовського воєводства.

## Демографія
Демографічна структура станом на 31 березня 2011 року:
|          | Загалом | Допрацездатний вік | Працездатний вік | Постпрацездатний вік |
| -------- | ------- | ------------------ | ---------------- | -------------------- |
| Чоловіки | 17      | 1                  | 12               | 4                    |
| Жінки    | 16      | 3                  | 9                | 4                    |
| Разом    | 33      | 4                  | 21               | 8                    |